# Johann Gottfried Malleck

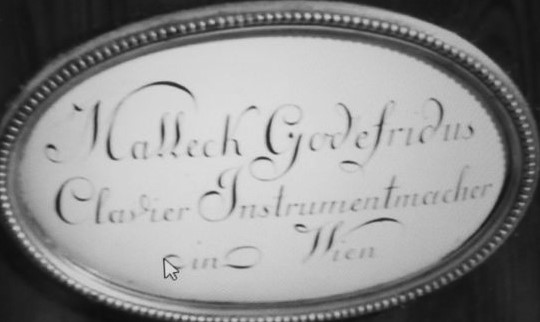
Malleck Godefridus
Clavier Instrumentmacher in Wien

Johann Gottfried Malleck (* August 1733 in Hadersdorf am Kamp, Niederösterreich; † 19. Juli 1798 in Laimgrube, heute Wien, 6. Bezirk, Gumpendorfer Straße 9) war ein Wiener Orgelbauer.

## Leben
Johann Gottfried Malleck übernahm 1763 die Werkstätte des Johann Michael Panzner, legte 1763 den Wiener Bürgereid ab und bezahlte ab 1764 Gewerbesteuer. Er wohnte im Haus Zur goldenen Schnecke, heute Mariahilfer Straße 23–25. 1779 legte er das Wiener Bürgerrecht zurück. Im selben Jahr in Ödenburg … ist dem Johann Gottfried Malleck erlaubet worden, seine Orgelmacher-Profession allhier zu betreiben und im Fall derselbe sein Fortkommen finden wird, auch allhier um das Bürgerrecht anzusuchen. Das war ein notwendiger Schritt, denn auch in Sopron waren genügend „eigene“ Orgelbauer vorhanden, auswärtige hatten wenig Chancen. Ende des 18. Jahrhunderts waren in Wien etwa 60 Klavier- und Orgelmacher tätig.

## Wirken

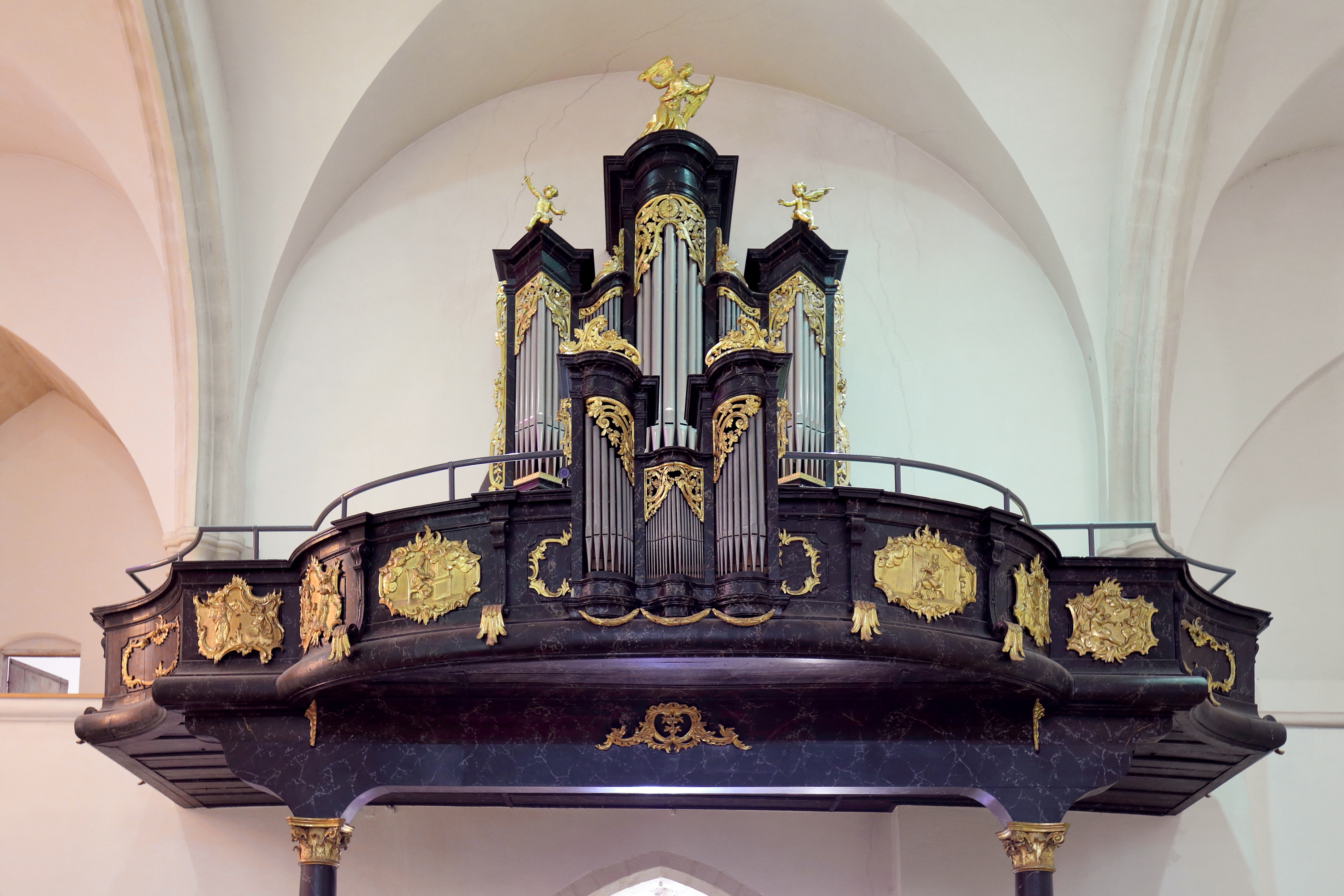
Malleck-Orgel im Dom zu Eisenstadt (1778)

### Orgel im Dom zu Eisenstadt
Durch eine Stiftung der Witwe Theresia Frigl konnte in der Domkirche zu Eisenstadt 1778 eine neue Orgel eingebaut werden. Der Neubau war notwendig, da die alte Orgel bei Umbauarbeiten in der Kirche großen Schaden nahm, die Arbeiten führte Gottfried Malleck aus.
Das Instrument von 1778 ist im Wesentlichen im Originalzustand erhalten. Größere Eingriffe erfolgten 1944 durch die Orgelbauanstalt Karl Schuke (Berlin), die letzte Restaurierung 1973 durch dieselbe Firma.
In den Orgelakten des Stiftes Heiligenkreuz ist Malleck in den Jahren 1782 bis 1792 verzeichnet. (Die Kaisersteinbrucher Orgel (s. u.) ist darin nicht enthalten, sicher wegen der Eigenfinanzierung).

### Hammerflügel im Kunsthistorischen Museum Wien, Sammlung alter Musikinstrumente
Ein Hammerflügel (gleichzeitig der derzeit älteste datierte Wiener Hammerflügel) wurde 1787 von Gottfried Malleck gebaut. Er befindet sich in der Sammlung des Kunsthistorischen Museums Wien (KHM/SAM 960).

### Orgel in der evangelischen Kirche zu Rust
Eine Kirchenrechnung des Jahres 1789 ausgestellt vom Orgelbauer Malleck über 487 Gulden dokumentiert den Erbauer dieser Orgel.

### Orgel in der Pöttschinger Pfarrkirche
Malleck erbaute hier 1792 eine neue Orgel, die  stark verändert ist und elf Stimmen hat. Die Form ihres Gehäuses hat Ähnlichkeit mit dem Werk in der Barmherzigenkirche in Eisenstadt, das auch eine Arbeit aus der Werkstätte Mallecks sein könnte.

### Orgel in der Kaisersteinbrucher Kirche
Der Bau der Orgel in der Pfarrkirche Kaisersteinbruch ist gut dokumentiert. Im Vertrag vom 12. Juli 1795 ist bei Gottfried Malleck, „bürgerlicher Orgelmacher zu Wien“, eine neue Orgel mit 10 Registern und Pedal, um den Betrag von 450 Gulden beauftragt worden. Die Steinmetzbruderschaft brachte diese Summe auf durch den Verkauf einiger ihrer Weingärten sowie der alten Orgel an den Pfarrer im benachbarten Sarasdorf. Die Gemeinde bezahlte die Fassung der Orgel durch Johann Pauler, Vergolder zu Wien, mit 160 Gulden nebst der Kost für seine Leute.
„Den 19. April 1796 als hiesigen Bettag, ist sie zum ersten Male gespielt worden. Dieser Anlass feierte mit einem Pontifikalamt seine Hochwürden und Gnaden Abt Marian Reutter, unter einer gut besetzten Musik, bei welcher von Leopold Heldenmuth, Organist zu Heiligenkreuz, die Orgel gespielt wurde.“ Das Instrument wurde im Zweiten Weltkrieg zerstört.

### „Haydnorgel“
1797 wurde die Orgel in der Pfarrkirche Oberberg in Eisenstadt durch Gottfried Malleck nach der Disposition von Joseph Haydn erbaut. Haydn komponierte für seine Gönnerin, die Fürstin Maria Josepha Hermengilde Esterházy de Galantha, mehrere Messen, die hier zum Teil unter seiner musikalischen Leitung aufgeführt wurden. 1796 die Heiligmesse anlässlich des Namenstages der Fürstin, 1797 aus Anlass des Besuches des Palatins Erzherzog Joseph die berühmte Paukenmesse, die er am 12. August 1798 selbst dirigiert hat. 1799 war die Uraufführung der Theresienmesse und 1801 die der Schöpfungsmesse.
Eine kleine Besonderheit weist die Orgel in der Bergkirche auf: Seitlich am Gehäuse sieht man noch heute zwei kleine Löcher. Sie stammen von Ludwig van Beethoven, der hier – bereits schwerhörig – mit zwei Drähten versuchte, ein wenig von einer Aufführung einer seiner Messen, die er für den Fürsten komponiert hatte, zu hören.

## Werkliste
| Jahr | Ort                | Gebäude                                               | Bild | Manuale | Register | Bemerkungen                                                                   |
| ---- | ------------------ | ----------------------------------------------------- | ---- | ------- | -------- | ----------------------------------------------------------------------------- |
| 1778 | Eisenstadt         | Dom St. Martin (Eisenstadt)                           |      | II/P    | 19       |                                                                               |
| 1782 | Sopron (Ungarn)    | evangelische Kirche                                   |      |         |          |                                                                               |
| 1785 | Ágfalva (Agendorf) | evangelische Kirche                                   |      |         |          |                                                                               |
| 1789 | Rust               | evangelische Kirche                                   |      | I/P     | 9        |                                                                               |
| 1790 | Harka              | evangelische Kirche                                   |      |         |          |                                                                               |
| 1790 | Sopronbánfalva     | römisch-katholische Pfarrkirche                       |      |         |          |                                                                               |
| 1792 | Pöttsching         | Pfarrkirche                                           |      | I/P     | 11       |                                                                               |
| 1794 | Hornstein          | Pfarrkirche Hornstein                                 |      | I/P     | 8        |                                                                               |
| 1796 | Kaisersteinbruch   | Rochus und Sebastian-Kirche                           |      |         |          |                                                                               |
| 1797 | Eisenstadt         | römisch-katholische Pfarrkirche Oberberg (Bergkirche) |      | II/P    | 15       | 1951 von Rieger Orgelbau erweitert; heute mit dem Mausoleum von Joseph Haydn. |